# Марџори Камерон
Марџори Камерон Парсонс Кимел (енгл. Marjorie Cameron Parsons Kimmel; Бел Плејн, 23. април 1922 — Лос Анђелес, 24. јул 1995) била је америчка уметница, песникиња, глумица, окултиста и следбеник Телема, новог верског покрета који је основао енглески окултиста Алистер Кроули. Током професионалне каријере наступала је под именом Камерон.
Школски пријатељи и наставници подједнако су је дефинисали као необично дете које је по природи посматрало свет из другог угла.
После избијања Другог светског рата Камерон се пријавила у ратну морнарицу и после периода обуке постала картограф. Након отпуштања из војске 1945. године, настанила се у Пасадени у Калифорнији, где је за мање од годину дана упознала човека који ће јој променити живот. Камерон је имала двадесет четири године када је упознала Џека Парсонса, младог и харизматичног научника експерименталне групе за истраживање ракета на врхунцу каријере, сарадника оснивача Лабораторија за млазни погон и мајстора Лозе Агапе огранка О.Т.О. Ступили су у везу и венчали се 1946. године. Следећих седам година Камерон и Парсонс заједно су радили у магији, љубави и уметности, рађајући једно од најлегендарнијих магично-уметничких партнерстава века. У првим годинама њихове везе Камерон није била свесна таквог догађања, већ је била и незаинтересована за Џеков духовни пут, преферирајући уметност и љубав над праксом магије. Али како је време одмицало, Парсонс је преузео другу функцију у Камеронином животу, док је постепено постајао њен ментор. Преименовао ју је у Кандида, препоручио јој књиге, прописао ритуале и медитативне праксе како би се носио са њеним депресијама. Када је Џек Парсонс умро у експлозији мистериозног порекла у својој хемијској лабораторији код куће у Пасадени 1952. године, Камерон је сумњала да је њен супруг убијен. Након тога она одлази у Бомонт, где покушава да се повеже са духом изгубљеног љубавника кроз низ магичних дела.
Прелазећи у Бомонт, основала је мулти расну окултну групу под називом Деца, која се посветила ритуалима сексуалне магије са намером да производи „месечеву децу“ мешовите расе која ће бити посвећена богу Хорусу. Група се убрзо распала, највише због тога што су многи њени чланови постали забринути због Камерониних апокалиптичних предвиђања.
Неколико година касније враћа се у Лос Анђелес, где се 1954. године појавила у филму Свечано отварање куполе задовољства (Inauguration of the Pleasure Dome).
Такође је упознала режисера Кертиса Харингтона и глумила у његовом филму Звезда пелина (The Wormwood Star). Године 1955. представљена је на насловној страни првог броја уметничког и књижевног часописа Семина Волис-а Бермана.
Ретко остајући на једном месту током 1950-их и 1960-их, живела је у насељу Џошуа Три, Сан Франциску и Санта Фе. Године 1955. родила је кћер, Кристал Ив Кемл. Иако су је повремени здравствени проблеми спречавали да ради, њена уметност и поезија резултирале су са неколико изложби. Од краја 1970-их до смрти 1995. године, Камерон је живела у бунгалову у Западном Холивуду, где је одгајала своју ћерку и унуке, бавила се есотеризмом и стварала уметничка дела и поезију. Умрла је од рака у Ветеранској болници у Лос Анђелесу 24. јула 1995. године у седамдесет трећој години живота.
Камеронино препознавање као уметнице десило се након њене смрти, када су се њене слике појављивале на изложбама широм Сједињених Држава Године 2006. створена је Фондација Камерон-Парсонс да очува и промовише њен рад, а 2011. године објављена је биографија о њој коју је написао Спенсер Канса.

## Биографија

### Детињство и младост: 1922—1945
Камерон је рођена у Бел Плејн-у у Ајови, 23. априла 1922. године. Њен отац, железнички радник Хил Лесли Камерон, био је усвојено дете шкотско-ирске породице; њена мајка Кари Камерон била је холандског порекла. Камерон је била прво дете, а имала је два брата и сестру: Џејмс (рођ. 1923), Мари (рођ. 1927) и Роберт (рођ. 1929). Живели су на богатијој северној страни града, мада је живот и даље био тежак због Велике депресије. Камерон је похађала основну школу и средњу школу Бел Плен, где се добро снашла са уметношћу, енглеским језиком и драмом, али није успела на часовима алгебре, латинског и грађанског. Такође се бавила атлетиком, била члан певачког друштва и хора. Породица Камерон се 1940. године преселила у Давенпорт како би њен отац Хил могао да ради у фабрици за производњу муниције Рок Исланд Арсенал. Камерон је завршила средњу школу у Давенпорт-у. Напуштајући школу, радила је као уметница за излагање у локалној робној кући.
Након уласка Сједињених Држава у Други светски рат, Камерон се у фебруару 1943. године пријавила за добровољну хитну службу при Ратној морнарици Сједињених Држава. У почетку послата је у камп за обуку на Државном учитељском факултету у Ајови у Сидер Фолсу, а потом је послата у Вашингтон, где је служила као картограф. Током тих дужности, она је упознала премијера САД Винстона Черчила у мају 1943. Прекомандована је у морнаричку фотографску јединицу у Анакостији, где је радила као надзорник филмотеке за пропагандне документарце, а током овог периода упознала је разне холивудске звезде. Када се њен повређени брат Џемс вратио у САД са служења у иностранству, она се вратила у Ајову да га види, због чега је била затворена у дворишту касарне до завршетка рата. Из непознатих разлога, добила је часно отпуштање из војске 1945. године. Отпутовала је у Пасадену у Калифорнији и придружила се породици, где су њен отац и браћа нашли посао у Лабораторији за млазни погон (Jet Propulsion Laboratory JPL).

### Џек Парсонс: 1946—1952
У Пасадени, Камерон се срела са бившом колегиницом, која ју је позвала да посети велику кућу у америчком занатском стилу  познату под називом Жупа. Кућа се тако звала, јер је кућу држао у закупу Џек Парсонс, који је био и побожни следбеник Телема, новог религиозног покрета који је основао енглески окултиста Алистер Кроули 1904. године.
Парсонс је био мајстор Ложе Агапе, огранка Телема Ред источног храма (Ordo Templi Orientis OTO). Парсонс је управо завршио низ ритуала користећи Енохијанску магију са својим пријатељем и станаром Л. Роном Хабедом, а све са намером да привуче „елементарну” жену која ће му бити љубавница. Ступили су у везу 18. јануара 1946. Иако Камерон није била свесна тога, Парсонс је ово схватио као облик сексуалне магије која је део Бабалонског дела, обреда призивања рођења телимитске богиње Бабалон на Земљи у људском облику.
Парсонс је са Хабедом и Хабедовом девојком Саром, основао заједничко предузеће, у које је уложио своју животну уштеђевину. Постало је очигледно да је Хубард преварант, када је покушао да побегне са Парсонсовим новцем, што је резултирало прекидом њиховог пријатељства. Вративши се у Пасадену, Камерон је тешила Парсонса. Парсонс је одлучио да прода Жупу, која је потом срушена.
Парсонс и Камерон су се венчали 19. октобра 1946. године у округу Оранж, у служби коју је водио његов најбољи пријатељ Едвард Форман. Имајући одбојност према целој религији, Камерон се у почетку није занимала за Парсонсова телeмитска веровања и окултне праксе, иако је тврдио да је она важна судбина, дајући јој магично име „Кандида“, (скраћено Кенди), што је и постало њен надимак.
У Зиму 1947. Камерон је отпутовала из Њујорка у Париз на броду Америка са намером да студира уметност, надајући се да ће је примити уз писмо препоруке школе уметничког центра Пасадена. Такође је желела да посети Енглеску и да се састане са Кроулијем и објасни му Парсонсово дело Бабалон. Камерон је по доласку у Париз сазнала да је Кроули умро и да није примљена на колеџ. У Паризу се спријатељила са Жилијет Греко, а пре повратка кући провела је три недеље у Швајцарској. Кад је Камерон развила каталепсију, Парсонс јој је предложио да прочита књиге Силван Молдес о астралној пројекцији и подстакао је да прочита књиге Златна груда, Краљ и леш, и Џозефa Кембелa, Херој с хиљаду лица. Иако још увек није прихватила Телему, постала је све више заинтересована за окултно, а нарочито за употребу тарота.
Парсонсова и Камеронина веза се погоршавала и размишљали су о разводу. За време Камеронине посете уметничкој комуни у Сан Мигел де Аљендеу у Мексику где се спријатељила са уметницом Ренатом Друкс, Парсонс се уселио у кућу у Плажа Редондо и био је умешан у кратку везу са Иркињом по имену Гладис Гохан. У марту 1951. године, Парсонс и Камерон су се преселили у кућу за одмор у Јужном Оранжу, а Парсонс је почео да ради у компанији Бермите, конструишући експлозив за филмску индустрију. Поново су почели да одржавају забаве на којима су углавном учествовали боеми, а Камерон је са својом пријатељицом, вајарком Џули Макдоналд, присуствовала у џез клубовима на Централној Авенији. Камерон је стварала илустрације за модне часописе и продавала неке своје слике, укључујући и неке које је купио пријатељ, уметник Џираи Зодиан. Након тога, Парсонс и Камерон су одлучили да отпутују у Мексико на неколико месеци. Дан пре него што су планирали да оду, Парсонс је 17. јуна 1952. добио посао да направи експлозив за филмски сет и почео да ради на њему. Усред овог пројекта експлозија је уништила зграду и смртно повредила Парсонса. Одвезен је у болницу, али проглашен је преминуо. Камерон није хтела да види његово тело и повукла се у Сан Мигел, тражећи од свог пријатеља Џорџа Фреја да присуствује кремирању.

### Период живота: 1952—1968
Док је била у Мексику, Камерон је почела да изводи обреде крви у нади да ће комуницирати са Парсонсовим духом. Као део ових ритуала, тврдила је да је добила нови магични идентитет, Хиларион. Када је чула да је неиндификован летећи објекат наводно виђен над зградом америчког конгреса у Вашингтону, сматрала је да је то одговор на Парсонсову смрт. Након два месеца, вратила се у Калифорнију и покушала самоубиство. Све више заинтересована за окултизам, читала је радове свог мужа. Прихвативши његова телемитска уверења, схватила је његову сврху у вршењу Бабалонског дела и такође поверовала да је Бабалонски дух био инкарниран у њој. Она је поверовала да је Парсонса убила полиција или анти-ционисти, и наставила је покушаје астралне пројекције, како би комуницирала са његовим духом.  Камерон је губила разум и постала је уверена да ће нуклеарни тест на коралном острву Ениветок резултирати уништењем калифорнијске обале. Постоје непобитни докази да је у том периоду смештена у психијатријско одељење. Тoком овог периода, она је остала код телемита Вилфреда Талбота Смита и његове супруге.
Децембра 1952. Камерон се преселила на напуштени ранч у Бејмонту у Калифорнији, око 140 km од плаже Редондо. Уз помоћ Друкса и Пола Матисона, она је око себе скупила људе који практикују магију и назвала их "Деца". Намерно је укључивала чланове разних раса, надгледала је низ ритуала сексуалне магије са намером да створи мешовиту расу, коју је назвала „месечева деца”, која би била посвећена Хорусу. Као резултат обреда затруднела је идете назвала „Звезда пелина”, иако је трудноћа завршила побачајем. Временом, многи Камеронини сарадници у оквиру „Деце” дистанцирали су се од ње, посебно због њених све апокалиптичних изговора; тврдила је да ће Мексико ускоро освојити САД, да ће се у старом свету избити рат, да ће комета погодити Земљу, а да ће летећи тањир спасити њу и њене следбенике и одвести их на Марс. Током својих магичних ритуала користила је низ лекова, укључујући марихуану и гљиве.
У јуну 1953. посетила је Лос Анђелес како би присуствовала предавању Џералда Херда о употреби халуциногених супстанци. Камерон је боловала од слушних халуцинација, честих депресија и драматичних промена расположења. Током овог периода дописивала се са Телемитом Џејн Волфом, иако су је остали Телемити и Кровлијеви сарадници као што су Карл Гермер и Џералд Јорк сматрали лудом.
У јесен 1956. године одржана је прва Камеронина изложба у студију Валтера Хопа у Брентводу; неколико слика је уништено када се галерија запалила. Отприлике у ово доба Камерон је представљена глумцу Дену Стоквелу на јавном рециталу њене поезије; који ју је упознао са својим пријатељем и колегом глумцем Денисом Хопером. Такође је била сарадник уметника Волеса Бермена, који је користио њену фотографију на предњој страни првог издања уметничког часописа Семина. Часопис је такође укључивао Камеронин цртеж Peyote Vision. Ово уметничко дело је представљено на Бермановој изложби 1957. године у галерији Ферис у Лос Анђелесу, коју је полиција претресла и затворила. Истражни службеници тврдили су да је Peyote Vision, на којој су биле две фигуре које имају сношај, биле порнографски и непристојне, чиме је оправдана њихова акција.

### Период живота: 1969—1995
Касних 1960-их, Камерон и њена ћерка преселиле су се у село Санта Фе, Нови Мексико, где је развила пријатељство са вајаром Џоном Чемберленом и појавила се у његовом уметничком филму Сисање палца, који није никада приказан. Док је била у Новом Мексику, имала је проблема са плућима, што је захтевало болничко лечење. Њено здравље је било лоше, јер је патила од хроничног бронхитиса и емфизема, четири године је дрхтање руку спречавало да слика. Враћајући се у Калифорнију, до 1969. године живела је у Граду пионира. Одатле су се она и њена ћерка преселиле у мали бунгалов на авенији Северни Џенеси, у западном Холивудском округу Лос Анђелеса, који је у то време био повезан са криминалом и биоскопима за одрасле. Марџори је ту остала до краја живота.

## Смрт
Средином 1990-их, код Камерон је дијагностикиван тумор на мозгу и била је подвргнута терапији, која је допуњена алтернативним лековима. Тумор је био канцероген и метастазирао је на плућа. Умрла је у 73. години живота 24. јула 1995. године. После смрти подвргнута је последњим обредима Телемије, коју је спровела висока свештеница Реда источног храма. Њено тело је кремирано, а пепео разбацан у пустињи Мохаве. Меморијални догађај одржан је у августу у Венецијанском центру за ванбарокне уметности.

## Наслеђе
Камеронина репутација уметника је расла после њене смрти. Камеронин пријатељ Скот Хобс основао је Фондацију Камерон–Парсонс која служи као архива за чување и промоцију њеног рада.

## Филмографија
| Улоге Марџори Камерон |                                     |               |                               |          |
| Година                | Српски назив                        | Изворни назив | Улога                         | Напомена |
| 1937.                 | Висока, широка и згодна             |               | Блонде Сингер (некредитирано) |          |
| 1954.                 | Свечано отварање куполе задовољства |               | Скарлет Жена / Кали           |          |
| 1956.                 | Звезда пелина                       |               | Жена                          |          |
| 1961.                 | Ноћ морске мене                     |               | Водена вештица (као Камерон)  |          |

### Фусноте
1. ↑  „Inauguration of the Pleasure Dome (1954)”. imdb.com. Приступљено 23. 11. 2019.
2. ↑  Carter 2004, стр. 131; Duncan 2008; Kaczynski 2010, стр. 538; Kansa 2011, стр. 9; Laden 2014.
3. ↑  Carter 2004, стр. 131; Kaczynski 2010, стр. 538; Kansa 2011, стр. 9–11.
4. ↑  Kansa 2011, стр. 11–12.
5. ↑  Kansa 2011, стр. 12, 15.
6. ↑  Kansa 2011, стр. 13–14.
7. 1 2  Kansa 2011, стр. 18.
8. ↑  Carter 2004, стр. 131; Kaczynski 2010, стр. 538; Kansa 2011, стр. 18–22; Nelson 2014; Laden 2014.
9. ↑  Kansa 2011, стр. 22–23.
10. ↑  Duncan 2008; Kaczynski 2010, стр. 538; Kansa 2011, стр. 24.
11. ↑  Carter 2004, стр. 131; Duncan 2008; Kaczynski 2010, стр. 538; Kansa 2011, стр. 27; Nelson 2014; Laden 2014.
12. ↑  Carter 2004, стр. 130; Kansa 2011, стр. 28–29; Nelson 2014; Laden 2014.
13. ↑  Carter 2004, стр. 130; Pendle 2005, стр. 259–260; Kansa 2011, стр. 35–37; Nelson 2014; Laden 2014.
14. ↑  Pendle 2005, стр. 263–264; Kansa 2011, стр. 29; Laden 2014.
15. ↑  Pendle 2005, стр. 267–269; Kansa 2011, стр. 38–39.
16. ↑  Starr 2003, стр. 320; Carter 2004, стр. 158; Pendle 2005, стр. 275, 277; Kansa 2011, стр. 39; Laden 2014.
17. ↑  Carter 2004, стр. 130; Duncan 2008; Kansa 2011, стр. 39–41.
18. ↑  Kansa 2011, стр. 43–45.
19. 1 2  Kansa 2011, стр. 48–49.
20. ↑  Kansa 2011, стр. 48.
21. ↑  Pendle 2005, стр. 288; Duncan 2008; Kansa 2011, стр. 51–53; Nelson 2014; Laden 2014.
22. ↑  Pendle 2005, стр. 294, 297; Kansa 2011, стр. 57.
23. ↑  Pendle 2005, стр. 294–295; Kansa 2011, стр. 57–63.
24. ↑  Kansa 2011, стр. 61.
25. ↑  Pendle 2005, стр. 296–297; Kansa 2011, стр. 64.
26. ↑  Carter 2004, стр. 177–179; Pendle 2005, стр. 1–6; Duncan 2008; Kansa 2011, стр. 65–66; Laden 2014.
27. ↑  Kansa 2011, стр. 67–68.
28. 1 2  Kansa 2011, стр. 74.
29. ↑  Kansa 2011, стр. 74–75.
30. ↑  Kansa 2011, стр. 75–77.
31. ↑  Kansa 2011, стр. 77–79.
32. ↑  Kansa 2011, стр. 79.
33. ↑  Starr 2003, стр. 328; Carter 2004, стр. 184.
34. ↑  Kansa 2011, стр. 82; Nelson 2014; Laden 2014.
35. ↑  Kansa 2011, стр. 85–86.
36. ↑  Kansa 2011, стр. 67, 97.
37. ↑  Kansa 2011, стр. 90–92.
38. 1 2  Kansa 2011, стр. 88–89.
39. ↑  Carter 2004, стр. 188; Kansa 2011, стр. 82–84; Nelson 2014.
40. ↑  Kansa 2011, стр. 92, 94.
41. ↑  Kansa 2011, стр. 131.
42. ↑  Kansa 2011, стр. 140–141.
43. ↑  Kansa 2011, стр. 121–122.
44. ↑  Kansa 2011, стр. 141; Fredman 2010, стр. 1.
45. ↑  Duncan 2008; Kansa 2011, стр. 215; Laden 2014.
46. ↑  Duncan 2008; Kansa 2011, стр. 217–218; Laden 2014.
47. ↑  Kansa 2011, стр. 226–227.
48. ↑  Kansa 2011, стр. 227.
49. ↑  Kansa 2011, стр. 223–224; Nelson 2014.
50. ↑  Kansa 2011, стр. 227; Nelson 2014.
51. ↑  Kansa 2011, стр. 250, 253.
52. ↑  Carter 2004, стр. 195; Duncan 2008; Kansa 2011, стр. 252; Laden 2014.
53. 1 2 3  Kansa 2011, стр. 253.
54. ↑  Kansa 2011, стр. 255; Laden 2014.
55. ↑  Laden 2014.